# ベンテンウオ
ベンテンウオ（弁天魚、学名：Pteraclis aesticola ）は、シマガツオ科ベンテンウオ属に分類される魚の1種。広く高い背鰭と尻鰭が特徴の深海魚で、ごく稀に漁獲される。

## 特徴
成魚は全長40cmほどで、左右から押しつぶしたように扁平な体型をしている。背鰭は口のすぐ上から、尻鰭は胸鰭よりも前から始まって、それぞれ尾鰭の直前まで続いている。どちらも関節の無い軟条が狭い間隔で多数並び、軟条数は背鰭46-55cm、尻鰭40-43cmに達する。さらに鰭の中盤では軟条が長く発達し、本種の特徴である高い鰭を形成する。軟条の間に張っている鰭膜は黒い。この鰭を拡げて敵の攻撃から身を守るとされているが、定かではない。
胸鰭は鎌状に発達するが、体高よりも短い。腹鰭は喉にあり、小さい。体は銀褐色で、菱形の薄い鱗に覆われる。口は下顎が上に突き出し、鋭い歯が2列に並ぶ。
北太平洋の温暖な海域に分布し、中層に生息しているとされるが、滅多に漁獲されない魚であり、生態はほとんど判っていない。2000年前後以降の日本では、1997年（平成9年）1月に富山湾（氷見市沖）で水揚げされている。2014年（平成26年）11月28日には、同じく富山湾の、富山市浜黒崎沖約2kmの水深60m地点に仕掛けられた定置網に掛かった。
マグロ類などの大型魚類の餌になっているようで、その胃の中から見つかることがある。

## 近縁種
ベンテンウオ属 (genus Pteraclis) の下位分類としては、ベンテンウオを含む以下の3種が知られている。
- Pteraclis aesticola (Jordan et　Snyder, 1901) -　和名：ベンテンウオ。英名：Pacific fanfish。北太平洋に生息。
- Pteraclis carolinus Valenciennes, 1833 -　和名：未確認。英名：Fanfish。大西洋に生息。
- Pteraclis velifera (Pallas, 1770) -　和名：未確認。英名：Spotted fanfish。タイプ種。インド太平洋に生息。

また、同じシマガツオ科のリュウグウノヒメも背鰭・尻鰭の基底が前後に長く発達しているが、鰭の高さはベンテンウオほどではない。リュウグウノヒメの同属種として北大西洋産のPterycombus brama Fries, 1837 もいる。

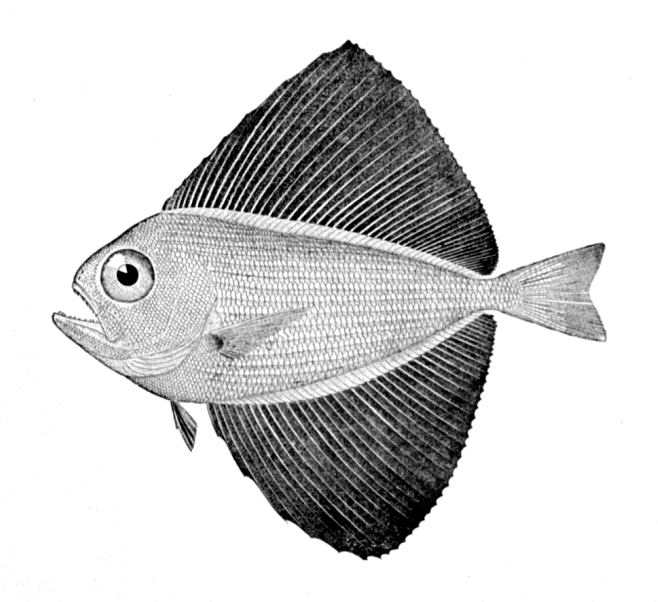
Pteraclis carolinus
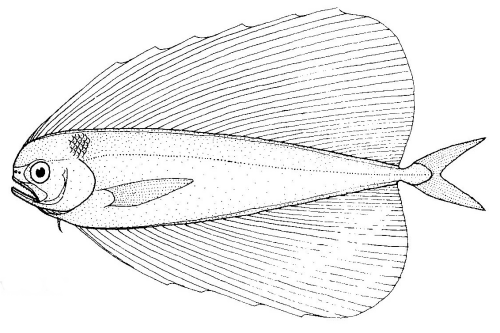
Pteraclis velifera